# Prodiel
Prodiel S.L. es una multinacional española con sede en Sevilla especializada en la promoción y construcción de grandes plantas de generación de energías renovables. En 2018, la compañía se situó como la única contratista europea del Top 10 del mercado fotovoltaico mundial, en el que ocupaba el quinto lugar. Su presidente es Ángel Haro.
La firma cuenta con más de 5000 megavatios de potencia instalada en proyectos en los cinco continentes, y está considerada como uno de los player de referencia a nivel global en energías renovables, especialmente en proyectos de gran escala. Entre ellos se encuentra la mayor planta solar fotovoltaica del continente americano a fecha de 2018, y quinta más grande del mundo, con 828 megavatios de potencia, construida en México. Además, Prodiel ha instalado los mayores parques solares de Brasil, Chile, Perú y Colombia.

## Historia
Prodiel nace en 1994 como una empresa de instalación eléctrica, de estilo tradicional de construcción y mantenimiento de líneas de distribución energética.
Fue en 2008 cuando la empresa estableció un punto de inflexión diversificando su actividad, tras convertirse en sociedad limitada. Su actividad se extendió entonces hacia el sector de las energías renovables desarrollando instalaciones fotovoltaicas y construyendo parques “llave en mano”. El cambio de la normativa en la industria de energías renovables en España afectó a las ventas de la compañía, por lo que en 2012 decidió poner en marcha un plan estratégico con el objetivo de impulsar su presencia internacional y abordar nuevos mercados exteriores.

## Internacionalización
En 2013, Prodiel marca en su plan estratégico el inicio de su proceso de internacionalización de la mano de Miguel Somé, actual CEO de la compañía. Pocos años después se encuentra en el pódium de construcción de parques solares en Latinoamérica y está considerada como uno de los tres principales actores a nivel mundial, con más de 5000 megavatios de potencia.
La expansión internacional de Prodiel comenzó en Chile con la participación de la firma en la construcción del parque fotovoltaico Llano de Llampos, de 150 megavatios, en Atacama. Esta infraestructura ha sido considerada como hito entre las renovables españolas puesto que, hasta ese momento, las instalaciones llevadas a cabo habían sido mucho menores; fue el primer parque de gran dimensión del mundo. Desde entonces, varios de sus proyectos han batido el récord por dimensiones de plantas fotovoltaicas a nivel mundial, como el de Villanueva, el más grande del continente americano y quinto del mundo en 2018: durante esta ejecución, la compañía consiguió en 2018 el récord del mundo de instalación de paneles solares en un solo día, con la implantación de 18 990 módulos en México y batiendo su propia marca de 15 584 lograda en Brasil un año antes.
Esta multinacional ha logrado consolidar y potenciar su estrategia de desarrollo y crecimiento en los últimos años tras atravesar por un difícil periodo motivado por la crisis económica y la caída de la demanda en el sector energético. Hoy día se ha convertido en una de las empresas de referencia en el área de ingeniería y construcción de proyectos de energías renovables e infraestructuras eléctricas “llave en mano” para las grandes multinacionales y utilities de la industria energética. En los últimos cinco años la compañía ha multiplicado por 20 su cifra de negocio, que ha pasado de 15 millones de euros previos al comienzo de la crisis hasta superar los 440 millones en 2018. En Europa, la firma de renovables ha destacado en sus últimos años por su rápido crecimiento, llegando a ser incluida en el puesto 409 de la lista FT 1000 de empresas con mayor crecimiento del continente, que cada año publica el diario Financial Times. Por este motivo, ha recibido galardones tales como el Premio Alas a la 'Implantación Exterior'.

## Líneas de negocio
Prodiel engloba tres líneas de negocio diferenciadas:
1. Promoción (desarrollo de proyectos greenfield y brownfield).
2. Construcción de instalaciones renovables (fotovoltaica -EPC y BOS-, eólica -BOP, vías de acceso, cimentaciones y plataformas-, y alta tensión -subestaciones eléctricas y construcción de líneas-).
3. Comercialización energética (Energía Plus).

## Energía Plus
Energía Plus es una comercializadora de energía eléctrica nacida en Sevilla y orientada al suministro de grandes empresas y a la representación de generación renovable, pequeñas comercializadoras y consumidores directos.
Energía Plus es una empresa con capital 100 % español que se creó en 2011, después de la liberalización del mercado energético para los consumidores industriales. Tras sus ocho años de progresión continuada, la firma se encuentra situada entre las 15 primeras comercializadoras del mercado ibérico.
Esta compañía se focaliza en el ahorro del coste del suministro de energía eléctrica, sobre todo de grandes compañías, gestionando la compra de la energía para minorar la factura. A partir de 2016, la eléctrica saltaba a los medios tras comprar el paquete mayoritario de acciones del Club Baloncesto Sevilla (actual Real Betis Baloncesto) perteneciente a CaixaBank, que evitaba la desaparición de uno de los clubes históricos del baloncesto español.
En 2017, con la compra del 51 % de su participación, Energía Plus pasa a formar parte del holding del Grupo Prodiel, que a día de hoy ya posee el 100 % de su accionariado. Tras la incorporación de la eléctrica al grupo empresarial, Prodiel abarca toda la cadena de valor del suministro eléctrico, desde la promoción y generación, hasta la construcción, el mantenimiento y la comercialización de energía.

## Proyectos de RSC
Uno de los puntos relevantes por los que Prodiel ha sido reconocida es por la colaboración con iniciativas solidarias destinadas a promover mejoras del entorno de aquellos lugares en los que la multinacional mantiene su actividad. En 2011, la firma de ingeniería entró a formar parte de la ‘Red Pacto Mundial’, perteneciente a Naciones Unidas (ONU), y que busca fomentar la responsabilidad corporativa en organizaciones empresariales. Desde entonces ha colaborado en multitud de proyectos de RSC junto con entidades locales y organizaciones internacionales, entre las que destacan la fundación Rotary Club Sevilla Corporate, Stop Accidentes, la fundación Banco de Alimentos o Cris contra el cáncer.
Prodiel también ha llevado a cabo iniciativas como la instalación fotovoltaica para dotar de electricidad a la Universidad Lago Alberto en RD del Congo con capacidad para mil alumnos. Anteriormente, el centro carecía de red eléctrica, lo que imposibilitaba el uso de luz artificial o el acceso a Internet.
A su vez, resultan relevantes iniciativas tales como la donación para la construcción del comedor de la escuela Father Lieberann en el Valle de Mangola (Tanzania), el medio millón de pesos al Colegio María Elena de Chile durante la construcción del proyecto Finis Terrae, la construcción de un abastecimiento de agua de casi 10 000 m² en la localidad de Bom Jesus da Lapa en Brasil en un consorcio con Simm, o su donación solidaria de más de cinco toneladas de comida para el Banco de Alimentos de Sevilla.